# Herb Surinamu
Herb Surinamu został przyjęty 25 listopada 1975 roku. Na herbie przedstawiono statek żaglowy (symbolizujący przeszłość kolonialną Surinamu) oraz palmę królewską (symbolizującą teraźniejszość). W jego centralnej części, na zielonym tle znajduje się gwiazda pięcioramienna, symbolizująca pięć kontynentów, z których pochodzą mieszkańcy Surinamu (Afryka, Ameryka, Australia, Azja i Europa). Na dole znajduje się dewiza: Justitia – Pietas – Fides (z łac. "Sprawiedliwość – Pobożność – Lojalność").

## Historyczne wersje herbu

Herb Surinamu jako kolonii Holenderskiej w latach 1913–1959
Herb Surinamu w latach 1959–1975